# Panzerfaust (Album)
Panzerfaust ist das fünfte Album der norwegischen Band Darkthrone und das erste der Band beim Label Moonfog Productions.

## Entstehungsgeschichte
Mit Transilvanian Hunger hatte die Band ihren Vertrag bei Peaceville Records erfüllt; da die Band das Album als „Norsk Arisk Black Metal“ (‚Norwegischer arischer Black Metal‘) und Kritik an diesem als „offensichtlich jüdisches Verhalten“ bezeichnet hatte, wurde es vom Label selbst nicht beworben und von zahlreichen Medien als laut Rock Hard „eine sich zu Verbrechen und Faschismus bekennende Band“ boykottiert. Die Band kündigte an, nur noch mit Norwegern arbeiten zu wollen, und ging zu Moonfog Productions, dem Label des Satyricon-Sängers Satyr, wo sie ihre Alben bis einschließlich Sardonic Wrath (2004) veröffentlichte; seit 2005 ist Darkthrone wieder bei Peaceville unter Vertrag. Während Transilvanian Hunger noch mit Zephyrous eingespielt worden war, bestand die Band 1995 nur noch aus Fenriz und Nocturno Culto, die bis heute die Besetzung der Band bilden. Ebenso wie beim Vorgänger schrieb Fenriz die gesamte Musik und spielte sämtliche Instrumente ein, und Nocturno Culto übernahm den Gesang. Bis auf Quintessence, dessen Text von Varg Vikernes stammt, und Snø og granskog, die Vertonung eines Gedichts von Tarjei Vesaas, schrieb Fenriz auch sämtliche Liedtexte.
Das Cover zeigt erneut ein Bandmitglied, diesmal die Silhouette von Nocturno Culto am Waldrand, die Rückseite die einiger Bäume; dort bezeichnet sich Darkthrone in Bezug auf den Boykott als „The Most Hated Band in The World“ (‚die meistgehasste Band der Welt‘). Im Beiheft bezieht sich die Band auf die gegen sie erhobenen Rechtsextremismus-Vorwürfe: „Darkthrone is certainly not a nazi band nor a political band, those of you who still might think so, you can lick mother mary’s asshole in eternity.“ (‚Darkthrone ist mit Sicherheit weder eine Nazi- noch eine politische Band, diejenigen, die das immer noch denken, können Marias Arschloch in Ewigkeit lecken‘). Im Text zu Hans siste vinter (‚sein letzter Winter‘) allerdings ist von einem „arischen“ Palast die Rede: „En kriger stor, […] han ble ført inn / Fra sitt ariske palass / Det ble han siste, lange, kalde, siste vinter“ (‚Ein großer Krieger, […] er wurde entfernt / Von seinem arischen Palast / Es wurde sein letzter, kalter, letzter Winter‘).

## Titelliste
Musik und Texte von Fenriz, ausgenommen Quintessence und Snø og granskog (Utferd).
1. En vind av sorg – 6:21
2. Triumphant Gleam – 4:25
3. The Hordes of Nebulah – 5:33
4. Hans siste vinter – 4:50
5. Beholding the Throne of Might – 6:07
6. Quintessence (Text: Greifi Grishnackh) – 7:38
7. Snø og granskog (Utferd) (Text: Tarjei Vesaas) – 4:09

## Stil
Das Album wurde mit derselben Ausrüstung eingespielt wie der Vorgänger, Transilvanian Hunger, der Klang wurde aber „wieder angenehmer“, „etwas geglättet und bietet eine etwas klarere Verschwommenheit“, wurde aber vom Rock Hard nachträglich als miserabel produziert bezeichnet. Außerdem brach die Band mit dem Stil der vorigen Alben: Panzerfaust ist im Schnitt langsamer, schwerer und stärker an frühe Alben der von Darkthrone stets als Einfluss genannten Band Celtic Frost angelehnt. Auch die rauere Gesangsstimme ist im Gegensatz zum für norwegischen Black Metal typischen, mit Nachhall unterlegten Screaming der drei vorigen Alben „ein etwas klareres Krächzen“, das „wie der jammernde Geist eines gewissen Tom G. Warrior“ klingt. Warrior äußerte in mehreren Interviews, dass er „die offensichtlichen CELTIC FROST/HELLHAMMER-Einflüsse in der Musik von DARKTHRONE nicht gutheißt, denn er sagt, dass CELTIC FROST immer auf Neuland aus war und DARKTHRONE sie im Prinzip nur kopiert“. Danach befragt, antwortete Fenriz, Warrior habe recht, was Panzerfaust angehe, wo „ein paar Tracks […] nach CELTIC FROST kommen“, „aber abgesehen davon“ habe Darkthrone seiner Meinung nach einen „eigenen Sound“, und fügte hinzu, Celtic Frost habe mit Cold Lake auf jeden Fall Neuland beschritten. Der Riff des vorletzten Titels Quintessence taucht auch im Lied Noregsgard der Band Storm auf, an der Fenriz ebenfalls beteiligt war; Snø og granskog, die Vertonung eines Gedichts von Tarjei Vesaas, ist das erste elektronische Stück von Darkthrone.

## Rezeption
Aufgrund des Darkthrone-Boykotts wurde das Album von zahlreichen Publikationen wie dem Rock Hard nicht rezensiert, erlangte aber in Black-Metal-Kreisen Kultstatus. Im Ablaze wurde das Album als „absolut zerstörerisch“ bezeichnet, das METALGLORY Magazine bezeichnet das Album als „[s]impel, kalt, schnell, atmosphärisch und mit keienr [sic!] großartigen Produktion. DAS ist die Quintessenz des Black Metal und daran wird auch der x-te DIMMU BORGIR Klon nichts ändern können!“ Panzerfaust gilt als der letzte Klassiker der Band, als „das finale Abschiedsklagelied einer Band, die in die Wasser der Mittelmäßigkeit abtauchen sollte. DARKTHRONE’s [sic!] letztes obligatorisches Album“. Im Gegenzug schrieb Matthias Herr in der Black-Metal-Bibel, das Album sei „[k]ein überragender Release“, aber hinter Darkthrone und ihrem Sound stecke „eine gewisse B.M. Philosophie“, der das Album seiner Meinung nach gerecht wurde; mittlerweile habe die Band aber „deutlich an Boden eingebüßt, gegenüber der nachrückenden Konkurrenz“.